# 南极之恋
《南极之恋》（英語：Till The End Of The World），是一部于2018年上映的冒险爱情电影，由关锦鹏监制、吴有音导演兼编剧、久石让配乐，赵又廷、杨子姗领衔主演。本片改编自导演吴有音创作的长篇小说《南极绝恋》，讲述了毫无共同语言的吴富春和荆如意因一场意外坠机在南极相遇，面对伤痛折磨、物资匮尽的困境，两人彼此依存、互生情愫的纯爱故事。影片于2018年2月2日在中国大陆上映。
该片为中国首部南极实拍冒险爱情电影，也是人类历史上首部亲赴南极取景拍摄的剧情长片。

## 劇情簡介
南极，一场坠机，婚庆公司老板吴富春（赵又廷 饰）和高空物理学家荆如意（杨子姗 饰）相遇，两个毫无共同语言的男女在南极腹地无人区冒险生存75天。在酷寒、没有物质供应、随处都是绝境的环境中，活下去已经变成每一天的最大愿望。吴富春的乐观精神影响着忧郁封闭的知识分子荆如意，他们互相支撑，在生的希望面前彼此成全。75天，面对山崩地裂，严寒饥饿以及无数次迷路，这对性格水火不容但命运却又相濡以沫的人，敬畏了自然，领悟了爱情。

## 演员列表
| 演员姓名 | 角色名称 | 介绍 |
| 赵又廷   | 吴富春   | 婚庆公司老板。他包了一架私人飞机，打算去南极做天长地久婚庆公司，但是飞机在南极上空失事，只有他与荆如意幸存。之后他们两人找到一个木屋，屋中煤油与罐头够两人生存75天。由于如意腿断卧床，富春只能每天独自往各个方向寻找中科考站。无数次迷路后，富春找到了极光站。                                                     |
| 杨子姗   | 荆如意   | 高空物理学家。乘坐的私人飞机在南极上空失事，只有她与吴富春幸存，找到一个木屋，煤油和过期的罐头够他们生存75天，如意由于腿断了，只能卧病在床。富春钓鱼时掉到水里，死里逃生回到木屋，如意用自己的身体去温暖冻僵的富春。在一片黑暗的世界里，如意像是一束光芒，成了富春回家的信号，也是支撑他在绝境中活下去的唯一信念。 |

## 电影歌曲
| 曲别   | 歌名       | 演唱者 | 作词   | 作曲                                    |
| 推广曲 | 没离开过   | 张韶涵 | 楼南蔚 | Samuel J Waters/Louis John Biancaniello |
| 推广曲 | 不许离开我 | 赵英俊 | 赵英俊 | 赵英俊                                  |

## 製作

### 创作
- 导演吴有音曾在原著《南极绝恋》中写到：“我要借这片纯净的死生之地，写一段大悲大喜的人性大美。”
- 吴有音以南极科考队员的身份，两次登上南极实地考察，为该片的拍摄工作做足准备。
- 吴有音在挪威斯瓦尔巴群岛上的一个小木屋里创作完成了该片的剧本。

### 拍摄
- 电影诞生的百年间，从未有人真正去南极拍摄。该片为中国首部南极实拍冒险爱情电影，也是人类历史上首部亲赴南极取景拍摄的剧情长片。
- 剧组经过漫长的极地训练之后，导演吴有音带领主演及一众拍摄团队，跨越约两万四千余公里的行程踏上南极大陆。此后历经28天的拍摄，每日顶着风雪拍摄十几小时，风力最大时可达十级以上，主演赵又廷常被冻到脸都发僵，更是患上雪盲症。
- 该片拍摄得到了国家海洋局、极地考察办公室、极地研究中心的支持。

### 双金团队匠心制作
- 该片自2015年开机以来，历经两年后期和CG特效制作，前后历时三年时间潜心制作。
- 导演吴有音带领的幕后团队，旨在制作一部高工业化水准的精品，并集结了一个金像奖和金马奖顶级军团：监制关锦鹏、摄影指导黎耀辉（曾获金像奖最佳摄影）、美术指导兼造型指导林木（曾获金马奖最佳美术设计）、声音设计兼录音指导富康（曾获金马奖最佳音效）、视效总监金旭。
- 该片是赵又廷与杨子姗继《致青春》后二度合作。

### 配乐
- 该电影的配乐师为国际配乐大师久石让。看过影片剪辑初版后，久石让感动到流泪，表示非常喜欢这个故事，先后为影片创作了多首原声音乐，管弦乐队演奏的旋律清澈柔软扣人心弦，与南极的壮美和爱情的纯净相得益彰，在全景杜比音效的包装下更加引入入胜。

## 评价
- 黄渤和蔡康永在点映时都看到眼眶泛红。
- 提前参加点映的电影人都为影片匠心独具的品质所折服，金马主席焦雄屏赞其“对比今天大环境充斥虚浮幼稚，疯狂抢钱的装配线作品，《南极之恋》像一个有美德的工匠，默默雕刻出让我们动容的细活儿。”
- 中国极地中心主任杨惠根描述到“要在南极拍电影，不亚于组织一支30人规模的南极考察队。”并赞叹“《南极之恋》是科学与艺术融合的一次深刻实践，艺术家深入到南极大自然之中，深入到极地科学家之中，极地科学也因此有了温度、色彩和具体的形象，这既是一个艺术的新成就，也是科学的一次新收获。”